# Gymnázium Františka Živného v Bohumíně
Gymnázium Františka Živného je střední školou ve městě Bohumín poskytující všeobecné gymnaziální čtyřleté i osmileté vzdělání.

## Budova školy

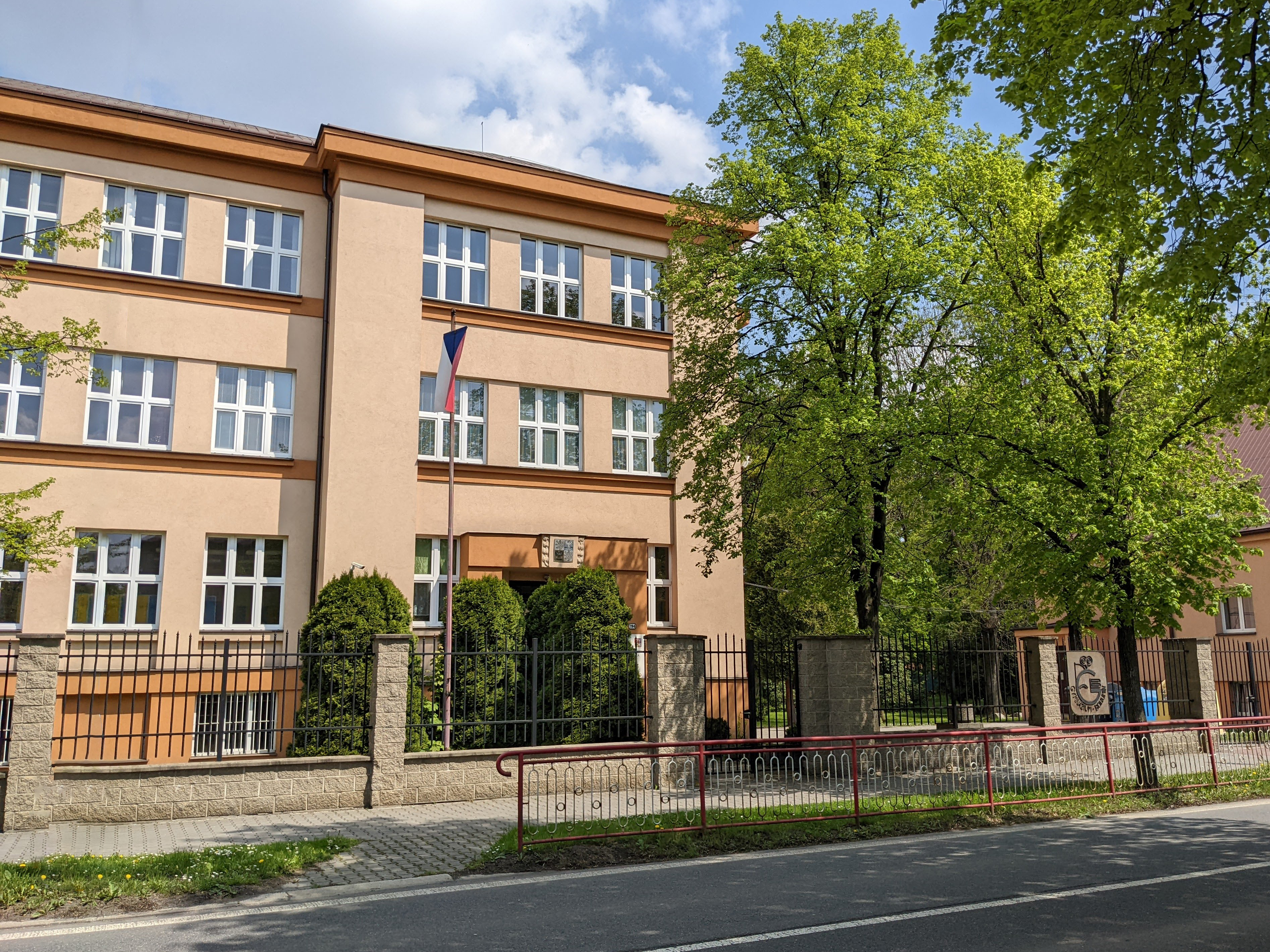
pohled na školní budovu z ulice Jana Palacha

Areál školy je tvořen hlavní školní budovou s přilehlou tělocvičnou (č.p. 794), dále bývalou vilou pro ředitele školy (č.p. 795), školním hřištěm, a také zalesněným koutem areálu, na nějž plynule navazují Sady Petra Bezruče. Dodnes škola sídlí v budově vystavené speciálně pro potřeby českých studentů v Bohumíně mezi lety 1927-1929 z pera pražského architekta Aloise Mezery. Ještě v roce 2015 sloužila k výuce také sousední bývalá ředitelská vila. To se změnilo přebudováním další kmenové učebny v hlavní budově na učebnu IVT číslo 2. Od té doby je vedlejší budova areálu využívána místní pedagogicko-psychologickou poradnou.
Poslední velká revitalizace vzhledu školy proběhla ve dvou etapách v letech 2016 a 2021, kdy došlo k zvelebení fasády, a tím i celkové vizáže školy. Zcela obnoven byl i mohutný plot čelní strany školy podél aleje Jana Palacha. Co se týče interiéru, je obnovován průběžně. V posledních letech se do nového kabátu oblékla většina učitelských kabinetů a de-facto všechny učebny. Už dříve, rovněž ve dvou etapách, došlo k výměně všech tří set starých dřevěných kazetových oken za moderní plastová.
Školní tělocvična má přímo ze šaten výstup na školní hřiště s tartanovým i asfaltovým povrchem a běžeckou dráhou, v rohu oploceného areálu školy se nachází zelené zákoutí s mohutnými stromy. Areál školy navazuje na největší bohumínský park – Sady Petra Bezruče, na jeho část zvanou Hobby park. Nedaleko od něj také leží zcela nově vytvořený lesopark „Na Panském“ na území městské části Bohumín-Šunychl. V těsném sousedství školní budovy se také nachází důležitá dopravní stavba Skřečoňský most, kterým silnice I/67 překonává železniční bariéru. Zprovozněním přestavěného mostu a přilehlého obchvatu se výrazně zklidnil provoz v okolí školy a alej Jana Palacha, na níž škola sídlí, se stala klidnější částí města.
Zajímavostí je, že ostatní projekty školních budov architekta Aloise Mezery sdílí podobný charakter a vzhled klasicizujícího purismu – např.:
- ZŠ a ZUŠ Ústí nad Labem-Krásné Březno
- Gymnázium Milana Rastislava Štefánika Nové Město nad Váhom

## Historie

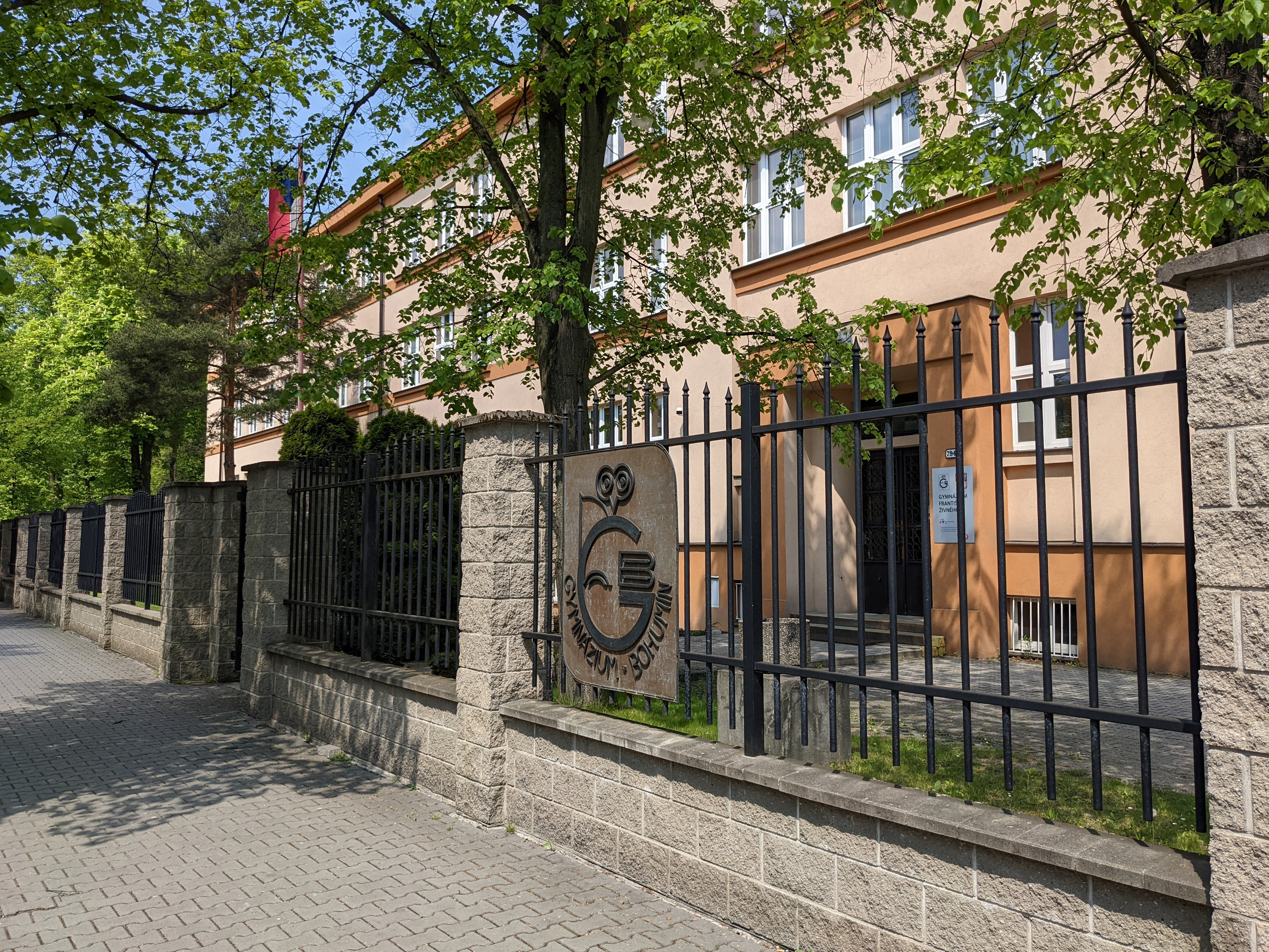
vstup do školy z ulice Jana Palacha

Gymnázium Františka Živného v Bohumíně je střední školou, která od svého založení v roce 1921 vystřídala mnoho působišť. Poprvé školu její studenti navštěvovali v prostorách dnešní budovy A bohumínské radnice, tehdy pod názvem „České státní reformní reálné gymnázium v Bohumíně-nádraží“, kde měla k dispozici pouhé dvě místnosti. Prozatímní umístění školy mělo být navždy vyřešeno vybudováním objektu zcela nového, jeho podobu ztvárnil architekt Alois Mezera. K výstavbě školy byl vybrán okraj už tehdy významného parku, základní kámen stavby byl slavnostně položen 28. října 1927. Přesně po dvou letech od onoho okamžiku, tj. 28. října 1929, se nový školní komplex otevřel. Gymnázium se tak konečně dočkalo svého vlastního zázemí.
V průběhu meziválečných let stál v čele ústavu Zdeněk Doležal, a to až do roku 1938. Mnichovským diktátem muselo Československo odstoupit své pohraničí Německé říši, nicméně oblast Těšínska (včetně Bohumína) se do vypuknutí druhé světové války ještě dostala do rukou Polska, což byla dohra československo-polského sporu o Těšínsko po první světové válce. Budovu školy tak ovládlo gymnázium polské. V roce 1940 se v budově usídlila německá škola, v roce 1943 byla budova dokonce zabrána německou armádou a stal se z ní lazaret. Pro české studenstvo a vyučující to znamenalo konec.
Po konci války a obnovení Československa se však velikým úsilím podařilo školní zařízení obnovit. Největší zásluhu na tom měl František Živný, který na bohumínském gymnáziu ještě před válkou aktivně působil jako profesor matematiky a fyziky. 1. září 1945 se do školy studenti a vyučující skutečně vrátili. František Živný na škole vyučoval až do roku 1972, s přestávkou šesti let kvůli odmítnutí vstupu do komunistické strany také vykonával funkci ředitele. Škola překonala svůj nešťastný osud z období války a začaly další etapy její historie.
V roce 1995, tedy v časech 75. výročí založení, byl škole přidělen čestný název s odkazem „Gymnázium Františka Živného“, který škola od 1. září téhož roku používá namísto dosavadního názvu „Gymnázium Bohumín“.
Při drastických povodních v roce 1997 sloužily chodby a učebny školy jako skladiště materiálů humanitární pomoci. Balíky zaplnily od podlahy ke stropu celé přízemní podlaží. Suterén a nevyvýšené plochy přízemí školy byly návalem vody značně poničeny.
Při nástupu moderní počítačové a výpočetní techniky do výuky na konci 20. století se k těmto účelům rozhodlo začít využívat sousední menší budovu, která kdysi sloužila jako domov ředitele školy. Vedle dvou učeben informatiky se také v podkroví vily nacházela učebna hudební výchovy. V průběhu let se ale ukázalo provozování dvou budov jako nepříliš rentabilní a vedení školy se rozhodlo zázemí pro výuku přestěhovat do hlavní budovy (č.p. 794). Tento proces skončil až v roce 2015, kdy se ubráním v pořadí již několikáté kmenové učebny v hlavní budově a jejím přebudováním na učebnu odbornou podařilo vystěhovat i poslední učebnu IVT a prostory vily byly poskytnuty Pedagogicko-psychologické poradně Bohumín.

## Současnost

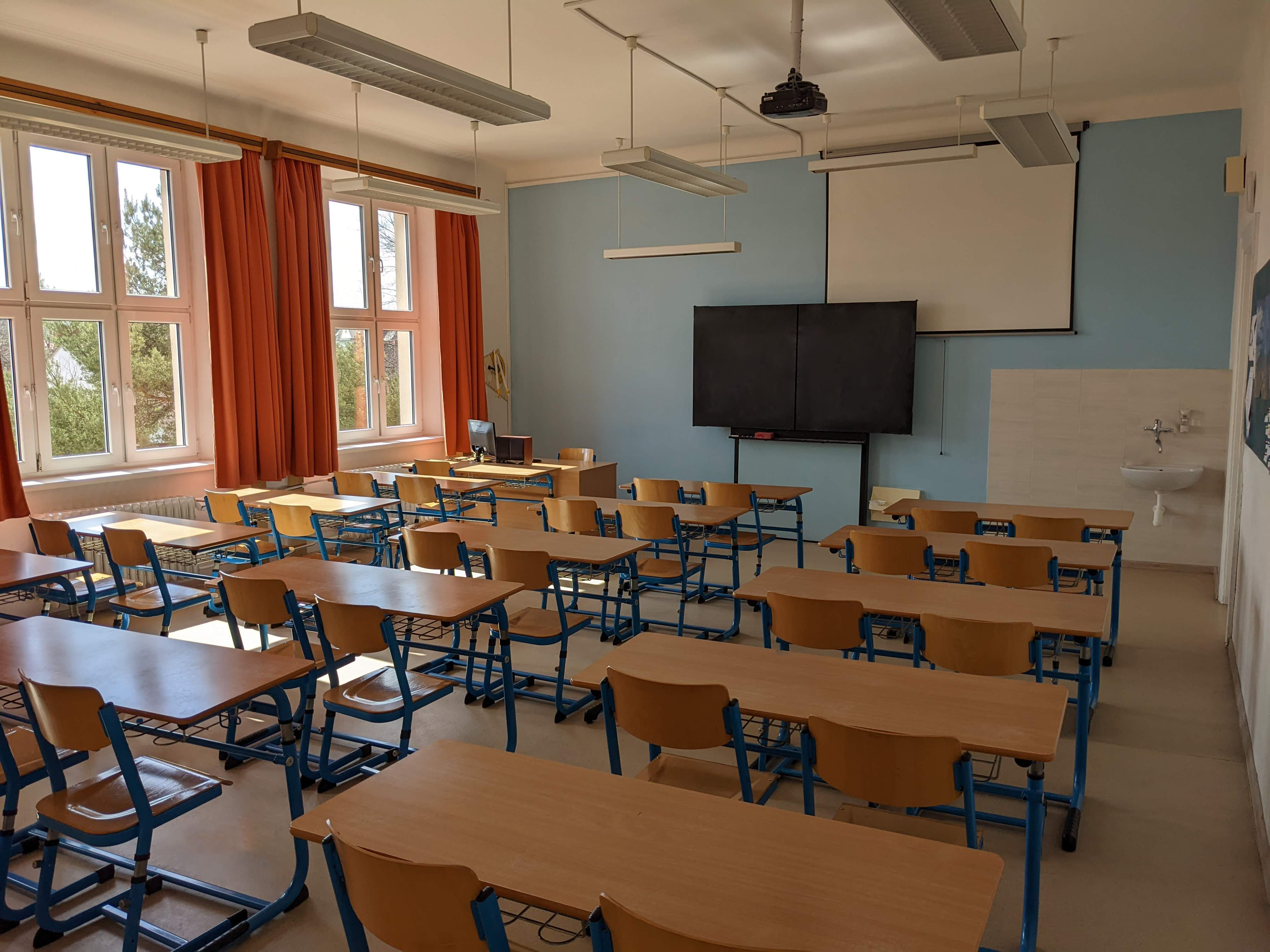
kmenová učebna

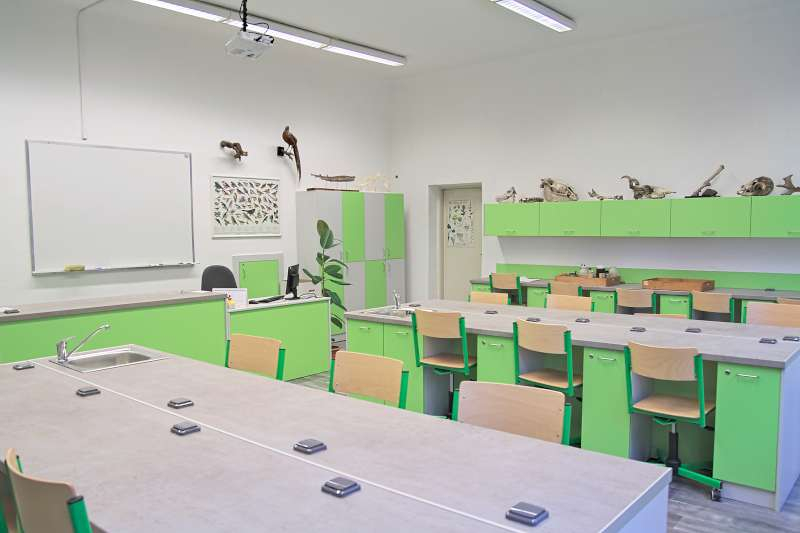
laboratoř biologie

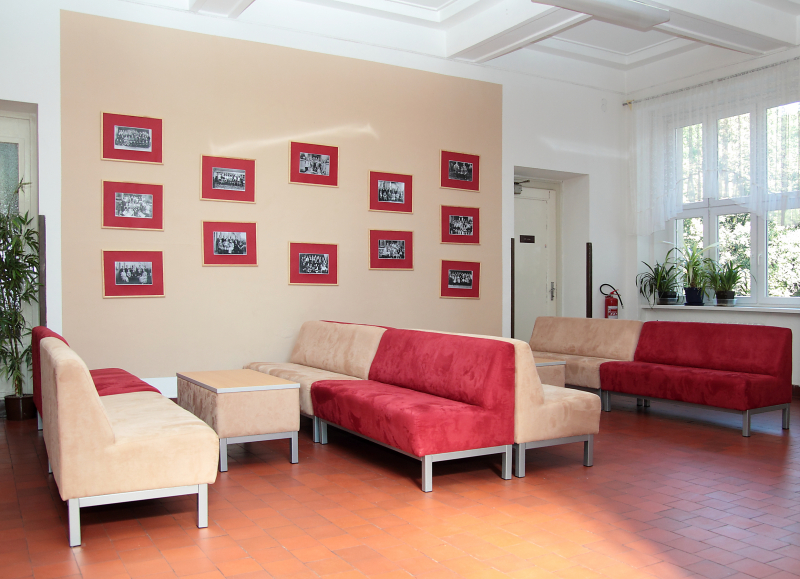
prostor chodeb školy

Ke školnímu roku 2021/22 školu navštěvovalo 316 studentů, o jejich výuku se staralo 28 vyučujících.
Škola disponuje 22 učebnami (nezapočítána tělocvična, gymnastický sál, posilovna), z toho 16 je odborných.
Ředitelem školy je již od roku 2004 Miroslav Bialoń.
Projekt budovy školy nepočítal se školním stravovacím zařízením, proto dnes ke stravování studentů a zaměstnanců slouží nedaleká jídelna při Masarykově základní škole na ulici Seifertova.

## Významní absolventi
- Vlastimil Brodský – herec
- Marie Rottrová – zpěvačka
- Petr Vícha – dlouholetý starosta Bohumína
- Jan Juchelka – ředitel Komerční banky
- Lubomír Man – spisovatel
- Pavlína Danková – moderátorka
- Kateřina Kněžíková – operní pěvkyně
- Jakub Pacner – redaktor